# Chlorops meigenii
Chlorops meigenii är en tvåvingeart som beskrevs av Friedrich Hermann Loew 1866. Chlorops meigenii ingår i släktet Chlorops och familjen fritflugor. Arten är reproducerande i Sverige. Inga underarter finns listade i Catalogue of Life.